# Julius Van Daal
Julius Van Daal, nacido en París en 1960, es un ensayista, traductor e historiador del anarquismo.

## Biografía
Julius Van Daal ha sido redactor de las revistas À bas le prolétariat, vive le communisme, L'Exagéré y Mordicus. En 1993 participa en la fundación de la editorial L'Insomniaque en la que sigue participando en la actualidad. 
En 1998, Julius Van Daal escribe Bello como una prisión en llamas (publicado en español por Pepitas de calabaza) sobre la revuelta popular del siglo XVIII en Londres conocidas como Gordon Riots. Se trata del único libro en francés sobre ese episodio de la historia inglesa.
En 2001, publica Le Rêve en armes, un libro ilustrado sobre la Revolución social española de 1936.
En 2012, Julius Van Daal escribe un importante estudio sobre el movimiento ludita inglés (La Colère de Ludd : La lutte des classes en Angleterre à l'aube de la révolution industrielle).

## Publicaciones
En español
- Bello como una prisión en llamas, Pepitas de calabaza, 2012.
- La cólera de Ludd, Pepitas de calabaza, 2015.

En francés
- Le Rêve en armes : Révolution et contre-révolution en Espagne, 1936-1937, Nautilus, 2001.
- Beau comme une prison qui brûle, L'Insomniaque, 2010.
- La Colère de Ludd : La lutte des classes en Angleterre à l'aube de la révolution industrielle, L'Insomniaque, 2012.

### Prefacios
- Marcus Rediker, Pirates de tous les pays - L'âge d'or de la piraterie atlantique (1716-1726), prefacio de Julius Van Daal, éditions Libertalia, 2008.
- Paul-Louis Courier, Pétition pour des villageois que l'on empêche de danser - Suivie de deux autres écrits impies et d'un essai sur la vie et les écrits de Paul-Louis Courier, prefacio de Julius Van Daal, L'Insomniaque, 2007.
- Bob Black, La abolición del trabajo, Pepitas de Calabaza, Logroño, 2013. Traducción de Federico Corriente y epílogo de Julius Van Daal. ISBN 978-84-940296-8-4

### Traducciones en francés
- Bob Black, Travailler, moi ? Jamais !, traducido del inglés por Julius Van Daal, L'Esprit frappeur, 2005.
- Ben Reitman, Boxcar Bertha, traducido del inglés por Julius Van Daal, 2008.
- Peter Lamborn Wilson, Utopies pirates, traducido del inglés por Julius Van Daal, Dagorno, 1998.
- Joyce Kornbluh, Wobblies & Hobos : les Industrial Workers of the World, agitateurs itinérants aux États-Unis, 1905-1919, contiene un CD de canciones inéditas, traducido del inglés por Julius Van Daal, L'Insomniaque, 2012.